# Krakovec
Krakovec, bis 1920 Červený Zámek (deutsch Rothschloß, auch Rotschloß) ist eine Gemeinde in Tschechien, die zwölf Kilometer südwestlich von Rakovník im Rakonitzer Hügelland liegt und zum Okres Rakovník gehört.

## Geographie
Das Dorf befindet sich an der Einmündung der Krakovský potok in den Šípský potok. Zentrum von Krakovec bildet der Burghügel mit der Ruine der Burg Krakovec.
Nachbarorte sind Krakov und Nový Dvůr im Nordosten, Zhoř und Rousínov im Osten, Jenkovický Mlýn im Süden, Milíčov im Südwesten, Šípy im Westen sowie Všesulov im Nordwesten.

## Geschichte
Einer Legende nach soll Krakovec zusammen mit Krakov der Sitz des sagenhaften Urvaters Krok gewesen sein. Václav Kočka vertritt in seiner Geschichtsschreibung des Rakonitzer Landes die Auffassung, dass der Name der Dörfer von der polnischen Stadt Krakau abgeleitet ist und auf den Raubzug Břetislavs I. nach Polen aus dem Jahr 1039 zurückzuführen ist, bei dem der Herzog aus Krakau und Gnesen mitgeführte Gefangene im kaum besiedelten Rakonitzer Bergland ansiedelte. Sowohl die naheliegenden Orte Hedeč und Hedecko als auch der Polský rybník (Polenteich) fügen sich in diese Variante gut ein.
Die erste urkundliche Erwähnung des Dorfes stammt von 1370. Zu dieser Zeit gehörte das Dorf dem örtlichen Adelsgeschlecht von Krakov. Zu den nachfolgenden Besitzern der Herrschaft Krakov mit den Dörfern Rousínov, Skupá und Všesulov gehörte Jíra von Roztoky, ein Günstling Wenzels des Faulen, der die Burg Krakovec errichten ließ. 1414 lebte Jan Hus vor seinem letzten Weg nach Konstanz auf der Burg.
1620 kaufte Johann Zeller von Rosenthal den Besitz und von ihm erwarb ihn Alena Marie Vchynsky von Wchynitz und Tettau, die ihn mit Petrovice vereinte. 1672 kaufte Emanuel Hildprand von und zu Ottenhausen die Herrschaft Rothschloss und ließ in Zhoř ein Renaissanceschloss errichten. Nachdem Karl Joseph Hildprand von und zu Ottenhausen 1754 Slabce erworben hatte, verlegte er seine Residenz in das dortige Schloss. Das verlassene Schloss Zhoř diente zunächst als herrschaftlicher Beamtensitz. Nach der Ablösung der Patrimonialherrschaften wurde Krakovec 1848 zur selbstständigen Gemeinde. 1876 wurde das verfallene Schloss Zhoř teilweise abgetragen und zur Zuckerfabrik umgebaut; anschließend diente es noch als Schnapsbrennerei und als Speicher.
1915 kaufte der Klub tschechischer Touristen die Burgruine Krakovec vom letzten Besitzer Max von Croÿ-Dülmen. 1920 wurde der Name der Gemeinde und des Schlosses Rothschloß in Krakovec geändert.

## Ortsgliederung
Die Gemeinde Krakovec besteht aus den Ortsteilen Krakovec (Rothschloß) und Zhoř (Hořkau, 1939–45 Bräune) sowie der Ortslage Nový Dvůr und der Einschicht Jenkovický Mlýn.